# Бітломанія

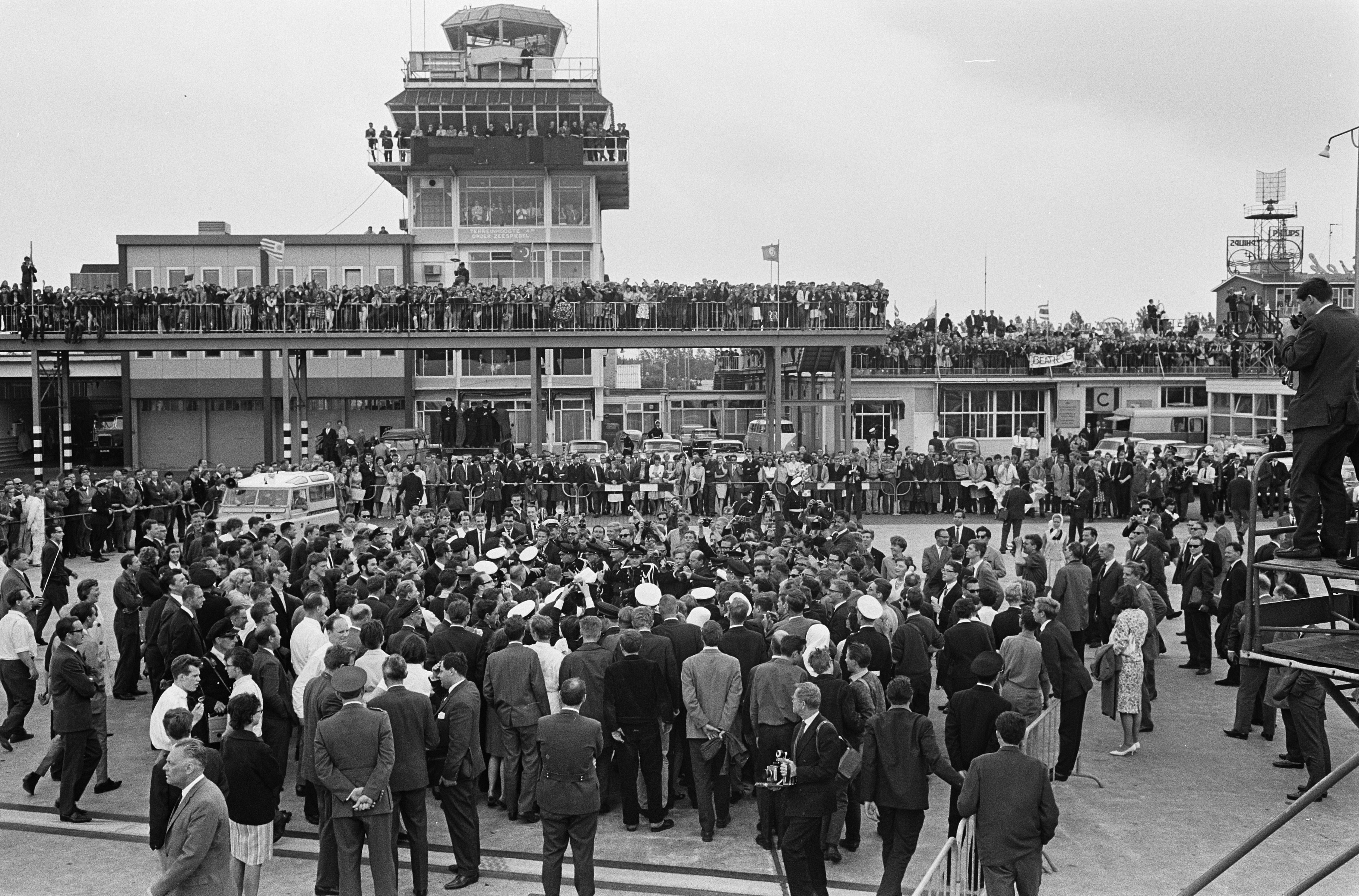
Фанати та журналісти в аеропорту «Схіпгол». Амстердам

Бітломанія (англ. Beatlemania) — термін, що виник в 1960-ті, описує стан сильного, що межує з божевіллям, захоплення «The Beatles».

## Історія
Датою виникнення бітломанії вважається 13 жовтня 1963 року. У цей день The Beatles виступали в лондонському залі Палладіум. Незважаючи на те, що концерт транслювався в програмі «Недільний вечір у лондонському Палладіумі» на всю країну, тисячі шанувальників, переважно підлітків, заполонили прилеглі до концертного залу вулиці в надії якщо не потрапити на концерт, то хоча б просто побачити музикантів. Протягом всього концерту в залі стояв оглушливий шум, який практично перекривав музику. Після концерту, коли музиканти покидали концертний зал, натовп шанувальників, що знаходилася на вулиці, у спробі побачити своїх кумирів влаштувала тисняву. «Бітли» змогли дістатися до машини тільки в колі поліції. Через два дні, 15 жовтня в газеті The Daily Mirror вийшла стаття про концерт The Beatles. В описі поведінки шанувальників було вжито слово «бітломанія». Цей термін був підхоплений іншими ЗМІ.